# Museo Municipal de Ciencias Naturales Lorenzo Scaglia

Tridacna gigas donada por Benjamin Sisterna expuesta en el museo.

El Museo Municipal de Ciencias Naturales Lorenzo Scaglia de Mar del Plata es un museo de ciencias naturales, dedicado a la conservación del patrimonio natural, a la investigación científica, a la comunicación pública de la ciencia y la educación. Su exhibición busca representar la historia natural de la región de emplazamiento. En el Museo Scaglia se resguardan colecciones paleontológicas, geológicas, zoológicas y arqueológicas. Las colecciones se han enriquecido con material de campañas científicas y donaciones. El museo realiza investigaciones y sus piezas son estudiadas a su vez por especialistas nacionales e y de otros países.
En este museo se realizan investigaciones científicas en disciplinas tales como la zoología micromamíferos, paleontología y entomología. Además de sus aportes educativos por medio de visitas guiadas al público en general y otras programadas de acuerdo a los currículos escolares, se realizan salidas al campo, servicios de clasificación biológica, paleontológica y geológica.Las exposiciones que se realizan en el museo son de carácter permanentes y temporarias con temáticas específicas.

## Historia
El Museo fue fundado el 22 de febrero de 1938 por Decreto Municipal. Originalmente se llamó Museo Regional, Histórico y Tradicional de Mar del Plata Florentino Ameghino. Abrió sus puertas en el tercer piso del Palacio Municipal durante la gestión del entonces intendente José Camuso. En 1948, su nombre cambió a Museo Municipal de Ciencias Naturales y Tradicional de Mar del Plata. Los primeros directores fueron el historiador Julio César Gascón y luego Galileo J. Scaglia, quien ejerció el cargo durante cuarenta años. El padre de Galileo, Lorenzo Scaglia, fue un destacado coleccionista de fósiles, piezas arqueológicas, documentos históricos y monedas antiguas. Este material pasó a formar parte del patrimonio del museo. En 1967, el museo se mudó a su actual edificio en Plaza España de Mar del Plata, adoptando su nombre definitivo de Museo Municipal de Ciencias Naturales "Lorenzo Scaglia". En 1977 se agregó un acuario experimental, exponiendo la fauna ictícola marina y de agua dulce de la zona, con peceras de 360 y 1600 litros de agua. 